# NGC 6956
NGC 6956 est une vaste galaxie spirale barrée située dans la constellation du Dauphin. Sa vitesse par rapport au fond diffus cosmologique est de 4 349 ± 21 km/s, ce qui correspond à une distance de Hubble de 64,2 ± 4,5 Mpc (∼209 millions d'al). NGC 6956 a été découverte par l'astronome germano-britannique William Herschel en 1784.
La classe de luminosité de NGC 6956 est II et elle présente une large raie HI.

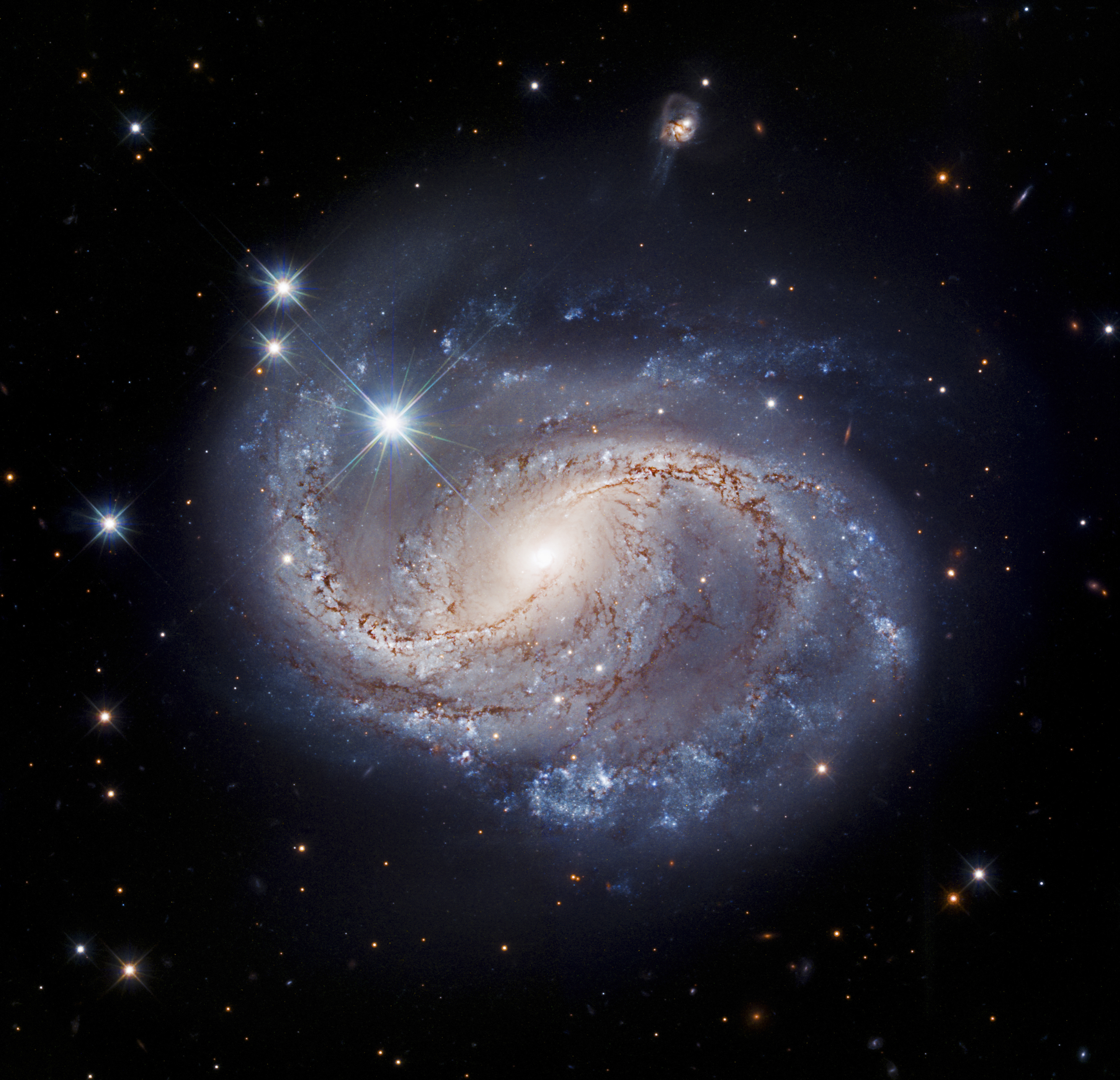
NGC 6956 par le télescope spatial Hubble.

## Supernova
Trois supernovas ont été observées dans NGC 6956 : SN 2006it, SN 2013fa et PSN J20435314+1230304.

### SN 2006it
Cette supernova a été découverte le 1er octobre 2006 par N. Lee et W. Li dans le cadre du programme LOSS (Lick Observatory Supernova Search) de l'observatoire Lick. D'une magnitude apparente de 17,6 au moment de sa découverte, elle était de type IIP.

### SN 2013fa
Cette supernova a été découverte le 25 aout 2013 par l'astronome japonais Koichi Itagaki. D'une magnitude apparente de 16,2 au moment de sa découverte, elle était de type Ia.

### PSN J20435314+1230304
Cette supernova a été découverte le 11 juillet 2015 par Massimo Caimmi du groupe ISSP (Italian Supernovae Search Project). D'une magnitude apparente de 17,7 au moment de sa découverte, elle était de type Ia.

## Groupe de NGC 6956
NGC 6956 est la plus brillante galaxie d'un trio. Les deux autres galaxies du groupe de NGC 6956 sont UGC 11620 et UGC 11623.